# Regionalflughafen Chippewa

i8
i11
i13
Der Chippewa Valley Regional Airport (IATA-Code: EAU, ICAO-Code: KEAU) ist ein öffentlicher Flughafen, 6 km nördlich von Eau Claire im Chippewa County, Wisconsin in den Vereinigten Staaten.

## Flughafendaten
Er hat eine Betonpiste mit 2469 m Länge und 46 m Breite sowie eine Piste mit Asphalt/Beton-Belag mit 1524 m Länge und 30 m Breite. Die Fläche des Flughafens beträgt 450 ha. Die Seehöhe beträgt 278 m.

## Geschichte
Der Flughafen wurde im November 1944 eröffnet.
Im Jahr 1923 wurden 80 Acres (32 ha) Land in Putnam Heights gekauft, um einen Flughafen zu bauen. Im Jahr 1929 wurde Eau Claire Airways am Flughafen gegründet und bot Schulungen und Linientaxidienste zu Zielen in Wisconsin und Minnesota an. 1939 begannen die Arbeiten an einem neuen Flughafen nördlich von Eau Claire. Im Jahr 1940 nahm der Eau Claire County Airport seinen Betrieb an seinem heutigen Standort auf. Der Eau Claire Municipal Airport wurde 1945 eröffnet, während der Chippewa Valley Regional Airport 1947 mit der Ankunft einer Northwest Airlines Douglas DC-3 offiziell eröffnet wurde. Zu dieser Zeit verfügte Eau Claire über drei Flughäfen.
Im Jahr 1979 erwarb das Eau Claire County den Eau Claire Municipal Airport von der Stadt Eau Claire.
In den folgenden Jahrzehnten wurden Modernisierungen am Chippewa Valley Regional Airport durchgeführt, mit einem Terminalanbau im Jahr 1981. Eine weitere Umgestaltung und Erweiterung des Terminals wurde 2009 abgeschlossen.

### Historische Flugpläne, Flugziele, Flugzeugtypen
Die Official Airline Guide zeigt von 1975 bis 2005  folgende Linienflüge:
- 15. Februar 1975: Midstate Airlines – Beechcraft Model 99 – Hayward, Wisconsin; Marshfield, Massachusetts; Milwaukee, Wisconsin; Minneapolis/Saint Paul, Minnesota; Wisconsin Rapids, Wisconsin; North Central Airlines – Convair CV-580, McDonnell Douglas DC-9-30 – Duluth, Minnesota; La Crosse, Wisconsin; Madison, Wisconsin, Milwaukee, Minneapolis/Saint Paul, Wausau, Wisconsin
- 15. November 1979: Midstate Airlines – Fairchild Swearingen Metro – Chicago O’Hare, Illinois; Hayward (WI), Milwaukee (WI); Republic Airlines – Convair CV-580, McDonnell Douglas DC-9-30, McDonnell Douglas DC-9-50 – Duluth, La Crosse, Madison, Minneapolis/Saint Paul, Rhinelander, Wisconsin, Wausau
- 1. April 1981: Midstate Airlines – Fairchild Swearingen Metro – Marshfield, Stevens Point, Wisconsin Rapids; Republic Airlines – Convair CV-580, McDonnell Douglas DC-9-30 – La Crosse/Winona, Madison, Minneapolis/Saint Paul, Wausau/Stevens Point
- 15. Februar 1985: Midstate Airlines – Fairchild Swearingen Metroliner, Fokker F-27 –  La Crosse, Minneapolis/Saint Paul, Wausau; Republic Airlines – Convair CV-580, McDonnell Douglas DC-9-10, McDonnell Douglas DC-9-50 – La Crosse, Minneapolis/Saint Paul
- 15. Dezember 1989: Midwest Express Connection (durchgeführt von Skyway Airlines) – Beechcraft 1900 – Wasau; Northwest Airlink (durchgeführt von Express Airlines I) – British Aerospace Jetstream 31, Saab SF340 – Minneapolis/Saint Paul
- 1. Oktober 1991 –  Northwest Airlink (durchgeführt von Express Airlines I) – British Aerospace Jetstream 31, Saab SF340 – Minneapolis/Saint Paul
- 2. April 1995 –  Northwest Airlink (durchgeführt von Express Airlines I) – British Aerospace Jetstream 31,bSaab SF340 – Minneapolis/Saint Paul, Rhinelander
- Juni 2001 – Northwest Airlink (durchgeführt von Mesaba Airlines) – Saab 340 – Minneapolis/Saint Paul, Rhinelander
- März 2005 – Northwest Airlink (durchgeführt von Mesaba Airlines) – Saab 340 – Minneapolis/Saint Paul, Rhinelander

### Gegenwart
Im Jahr 2009 startete SkyWest Airlines als United Express Flüge zum Chicago O’Hare International Airport.
Sun Country Airlines startete im Frühjahr 2021 Routen nach Green Bay, Milwaukee and Madison und im Dezember 2022 nach Orlando, Las Vegas, Nevada und Fort Myers, Florida.

## Flugbetrieb
Im Jahre 2022 wurden 19.742 Passagiere befördert. Im Jahre 2021 fanden 19.742 Flugbewegungen statt, davon 3.774 lokale Bewegungen, 12.557 Zwischenlandungen, 2.680 Air-Taxi-Flüge, 391 Frachtflüge und 692 militärische Flüge statt. In diesem Jahr waren hier 60 einmotorige und 10 zweimotorige Flugzeuge sowie 15 Jetflugzeuge und 2 Hubschrauber stationiert.